# گروه مطالعه (مجموعه تلویزیونی)
گروه مطالعه (انگلیسی: Study Group؛‏ کره‌ای: 스터디그룹) یک مجموعه تلویزیونی محصول کره جنوبی به نویسندگی اوم سون هو و اوه بو هیون، به کارگردانی لی جانگ هون و یو بوم سانگ و با بازی هوانگ مین هیون، هان جی اون، چا وو مین، لی جونگ هیون، شین سو هیون، یون سانگ جونگ و گونگ دو یو است. این مجموعه بر پایه وب‌تونی با همین نام اثر شیم هیونگ ووک است و داستان پسری را روایت می‌کند که می‌خواهد سخت مطالعه کند اما فقط در جنگیدن مهارت دارد. این مجموعه از ۲۳ ژانویه ۲۰۲۵ از تیوینگ پخش شد.

## بازیگران

### اصلی
- هوانگ مین هیون در نقش یون گا مین[۴]
- هان جی اون در نقش لی هان کیونگ[۴]
- چا وو مین در نقش پی هان وول[۴]
- لی جونگ هیون در نقش کیم سه هیون[۴]
- شین سو هیون در نقش لی جی وو[۴]
- یون سانگ جونگ در نقش چوی هی وون[۴]
- گونگ دو یو در نقش لی جون[۴]

## تولید

### توسعه
گروه مطالعه به کارگردانی لی جانگ هون و یو بوم سانگ، و به نویسندگی اوم سون هو و اوه بو هیون است. این مجموعه توسط استودیو دراگون برنامه‌ریزی شده و توسط وای‌لب پلکس تولید شده است. این مجموعه بر پایه وب‌تون مشهوری با همین نام اثر شین هیونگ ووک است.

### انتخاب بازیگران
در ۱۰ اوت ۲۰۲۳، توسط پلدیس انترتینمنت، آژانس بازیگر هوانگ مین هیون گزارش شد که او در این مجموعه بازی می‌کند. در ۲۰ سپتامبر، تیوینگ از گروه بازیگران اصلی که شامل هوانگ مین هیون، هان جی اون، چا وو مین، لی جونگ هیون، شین سو هیون، یون سانگ جونگ و گونگ دو یو بودند، رونمایی کرد.

## انتشار
گروه مطالعه در ژانویه ۲۰۲۵ از تیوینگ پخش شد.